# 古典力学の年表
古典力学の年表（こてんりきがくのねんぴょう）
- 紀元前260年 - アルキメデスがてこの原理を数学的に解明し、 浮力の原理を発見する。
- 60年 -     アレクサンドリアのヘロンが Metrica, Mechanics、『気体装置』 を著す。
- 1490年 -   レオナルド・ダ・ヴィンチが毛細管現象について記述する。
- 1581年 -   ガリレオ・ガリレイが振り子の等時性に気づく。
- 1589年 -   ガリレイが、斜面にボールを転がす実験により、異なる重さの物体が同じ加速度で転がり落ちることを証明する。
- 1638年 -   ガリレイが『新科学対話』を出版する。
- 1658年 -   クリスティアーン・ホイヘンス が異なる高さから同時に離された2個の球が下向きのサイクロイド軌道に沿って運動する時、同時に最下点に到達することを実験から発見した。同時にサイクロイド振り子の等時性を発見した。
- 1668年 -   ジョン・ウォリスが運動量保存の法則について言及する。
- 1687年 -   アイザック・ニュートンが『自然哲学の数学的諸原理』 (プリンキピア)を出版する。
- 1690年 -   ヤコブ・ベルヌーイが、サイクロイド曲線が等時性問題の解であることを証明する。
- 1691年 -   ヨハン・ベルヌーイが、鎖を固定された二点から垂れ下げるとカテナリー曲線の形になることを説明する。
- 1691年 -   ヤコブ・ベルヌーイが、固定した二点から垂れ下がる鎖について、カテナリー曲線のときに重心の位置が最も低くなることを証明する。
- 1696年 -   ヨハン・ベルヌーイがサイクロイド軌道が重力場のもとで質点が2点間をもっとも早く通り抜ける最速降下曲線であることを証明する。
- 1714年 -   ブルック・テイラーが、常微分方程式を解いて、ぴんと張った弦の基本振動数が張力と単位長さあたりの弦の質量によることを導く。
- 1733年 -   ダニエル・ベルヌーイが、常微分方程式を解いて、つるされた鎖の基本振動数と倍音を導く。
- 1734年 -   ダニエル・ベルヌーイが、一端を固定した弾力性のある棒の振動についての常微分方程式を解く。
- 1738年 -  ダニエル・ベルヌーイが Hydrodynamica の中で流体の流れを議論する。
- 1739年 -   レオンハルト・オイラーが、強制振動について、常微分方程式を解き、共振現象に気づく。
- 1742年 -   コリン・マクローリンが自己重力を受ける一様回転楕円体(マクローリン楕円体)を発見する。
- 1747年 -   ピエール・ルイ・モーペルテューイが最小作用の原理を力学に適用する。
- 1759年 -   オイラーが四角い太鼓の面の振動についての偏微分方程式を解く。
- 1764年 -   オイラーが、丸い太鼓の面の振動について偏微分方程式を解き、ベッセル関数解のひとつを見つける。
- 1788年 -   ジョゼフ＝ルイ・ラグランジュが『解析力学』Mécanique Analytique でラグランジュ方程式を提示する。
- 1789年 -   アントワーヌ・ラヴォアジエが質量保存の法則について記述する。
- 1797年 -   ヘンリー・キャヴェンディッシュによりキャヴェンディッシュの実験 (万有引力定数決定のための高精度実験) が行われる。
- 1821年 -   ウィリアム・ハミルトンがハミルトン関数の解析を始める。
- 1834年 -   カール・ヤコビが自己重力を受ける一様回転楕円体(ヤコビ楕円体)を発見する
- 1834年 -   ジョン・スコット・ラッセルが、エディンバラの近くのグランド・ユニオン運河で、減衰せずに水面を伝わる単独の波(ソリトン)を観察し、また水の入ったタンクを用いてソリトンの速度が波の強度や水深にどのように影響を受けるかを調べる。
- 1835年 -   ハミルトンがハミルトンの正準方程式を記述する。
- 1835年 -   ガスパール＝ギュスターヴ・コリオリが、コリオリの力を受けるような回転面上の運動を考察する。
- 1842年 -   クリスチャン・ドップラーが音のドップラー効果について考察する。
- 1847年 -   ヘルマン・フォン・ヘルムホルツがエネルギー保存の法則を形式化して記述する。
- 1851年 -   レオン・フーコーが、地球の回転を巨大な振り子によって証明する(フーコーの振り子)。
- 1902年 -   ジェームズ・ジーンズが、重力不安定性によるゆらぎが成長する条件となる長さ(ジーンズ長)を発見する。